# Tern (Album)
Tern ist ein Musikalbum von Louis Moholo, Larry Stabbins und Keith Tippett. Die am 3. und 5. November 1982 beim Total Music Meeting im Quartier Latin in Berlin (West) entstandenen Aufnahmen erschienen 1983 als Doppel-LP auf dem Sublabel SAJ von Free Music Production. 2003 wurde eine um das Stück „Shield“ gekürzte Fassung auf CD bei Atavistic Records veröffentlicht.

## Hintergrund
Larry Stabbins begann bereits in Bristol mit 16 Jahren, mit dem Pianisten Keith Tippett zusammenzuarbeiten. In London wirkte er später bei verschiedenen Tippett-Projekten wie Centipede oder Ark mit. Außerdem arbeiteten die beiden in den frühen 1980er Jahren eine Zeit lang in einem Trio mit dem südafrikanischen Schlagzeuger Louis Moholo, dem Stabbins zum ersten Mal Anfang der 1970er Jahre in Chris McGregors Brotherhood of Breath begegnet war.
Die 1980er Jahre waren schwierige Zeiten für Musiker wie Tippett und Moholo, weil das Interesse an ihrer Art von freiem Jazz im Vereinigten Königreich zurückging. Ihre Musik war weder populär noch schien sie vermarktbar. Was die Live-Arbeit anbelangt, so fanden mehr Auftritte auf dem europäischen Kontinent statt, in diesem Fall in Berlin. Eine weitere Live-Aufnahme dieses Trios aus dem Jahr 1985 (entstanden im italienischen Foggia) tauchte 2013 auf.

## Titelliste
Louis Moholo / Larry Stabbins / Keith Tippett – Tern
- A Tern (First Part) 21:53
- B Tern (Second Part) 24:32
- C Mania / Dance 19:08
- D1 Shield 10:07
- D2 The Greatest Service 8:36

## Rezensionen
Dem Guardian zufolge handelte es sich bei Tern um eine spektakuläre und turbulente Session der drei Musiker. Als ob es sich um eine aktualisierte Version der emotionalen Wirkung handeln würde, welche die Coltrane-Band erzielen konnte, würden sie mühelos zwischen tranceartigen Zuständen und frenetischer Aktivität wechseln. Tippetts Klavierspiel sei, wie immer, majestätisch.
Paul Donnelly wies auf das erstaunliche Zusammenspiel der Musiker im Titelstück hin. Nach volkstümlichem Extemporieren und Flutwellen erfinderischer Klänge würden sich das energische Engagement des Trios und das nachdenkliche Erkunden die Waage halten und den Zuhörer fesseln. Auch „Mania/Dance“ sei durch hohes Einfühlungsvermögen der drei Musiker gekennzeichnet und ein hervorragendes Beispiel für Kontrolle und Intensität in der freien Improvisation und für eine bewegende und vollblütige Musik, die nie in bloßes, richtungsloses „Blasen“ abdrifte. Den Abschluss bilde das stattliche Motiv von „The Greatest Service“, das als Grundlage für eine weitere energiegeladene Trio-Improvisation mit kraftvollem Schlagzeugspiel und einigen heiseren Deklamationen von Stabbins diene. Donnelly weist besonders auf das Feuer und den Zusammenhalt dieser Musik hin und ist froh, dass Tern wieder verfügbar wurde.
Bei Allmusic erhielt Tern vier Sterne. Der Albumtitel beziehe sich sowohl auf eine Dreiergruppe als auch auf die Küstenseeschwalbe, einen kleinen, hübschen Küstenvogel, stellte Stewart Mason in seiner Rezension fest. Im Gegensatz zu vielen frei improvisierten Darbietungen falle ein Großteil von Tern tatsächlich unter die allgemeine Beschreibung „klein und hübsch“. Alle drei Spieler schöpften sowohl aus einem konventionellen Jazz-Hintergrund als auch aus ihren experimentelleren Ausflügen. Das abschließende „The Greatest Service“ sei geradezu beschaulich, ein zurückhaltender Abschluss eines oft bezaubernden Auftritts.
Der Rezensent des Jazz Podiums hingegen entdeckte hochverdichtete freie Improvisation in perfektem Zusammenspiel sowie beeindruckende Einzelleistungen. Louis Moholo, in Hochform, strukturiere den Prozess auf abwechslungsreiche Weise, so dass alles unter Kontrolle, aber nie aufdringlich sei. Larry Stabbins nutze die Gelegenheit, ein breites Spektrum zu bieten, bis hin zur Geräuschmelodie. Keith Tippett überrasche immer wieder mit neuen Effekten am und im Flügel, die die Musik weiter aufwerteten.